# 朱翊键 (永新长子)
永新长子朱翊键（1546年—1585年），字龙滨，明朝宗室，永新恭懿王朱载壕嫡长子。
嘉靖四十三年（1564年），朱翊键以辅国将军改封长子，适夫人王氏，生子朱常渭，女晏城郡君，选配仪宾宋时陆。万历十一年（1583年），朱载壕去世。万历十三年（1585年），朱翊键未及袭封也去世，与其妻合葬于拖舡渡之阳。万历十六年（1588年），朱载壕的庶长子朱常渭袭封永新王。朱翊键是否被追封为永新王，是否有谥号，待考。